# Шурыгин, Илья Петрович
Илья́ Петро́вич Шуры́гин (24 июля 1922, Данилово, Краснококшайский кантон, Марийская автономная область, РСФСР, СССР — 29 марта 1986, Йошкар-Ола, Марийская АССР, РСФСР, СССР) — советский руководитель торговли, партийный работник. Директор Марийской республиканской конторы книжной торговли (1960—1982). Заслуженный работник культуры Марийской АССР (1975). Участник Великой Отечественной войны.

## Биография
Родился 24 июля 1922 года в дер. Данилово Краснококшайского кантона Марийской автономной области (ныне — в составе г. Йошкар-Олы). В 1940 году окончил рабфак Поволжского лесотехнического института им. М. Горького.
В декабре 1941 года призван в РККА. Участник Великой Отечественной войны: телефонист 114 отдельной гвардейской роты связи на Прибалтийском фронте, гвардии рядовой. В июле 1944 года комиссован после тяжёлого ранения.
По возвращении в Йошкар-Олу с 1944 года — партийный работник. В 1956 году заочно окончил Марийский педагогический институт им. Н. К. Крупской по специальности «История». В 1960–1982 годах возглавлял Марийскую республиканскую контору книжной торговли.
В 1975 году за его авторством в Йошкар-Оле вышла книга «Книгу — в массы: Очерки о развитии книжной торговли в Марийской АССР».
Скончался 29 марта 1986 года в Йошкар-Оле, похоронен на Туруновском кладбище.

## Награды и звания
- Орден Отечественной войны I степени (06.04.1985)[2][3]
- Орден «Знак Почёта» (1967)[2][3]
- Медаль «За отвагу» (25.07.1943)[2][4]
- Медаль «За победу над Германией в Великой Отечественной войне 1941—1945 гг.» (09.05.1945)[7]
- Юбилейная медаль «За доблестный труд. В ознаменование 100-летия со дня рождения Владимира Ильича Ленина»
- Почётная грамота Президиума Верховного Совета Марийской АССР (1972, 1982)[2][3]
- Заслуженный работник культуры Марийской АССР (1975)[2][3]